# Coleophora asterosella
Coleophora asterosella é uma espécie de mariposa do gênero Coleophora pertencente à família Coleophoridae.